# Чемпіонат України з американського футболу 2002
Чемпіонат України з американського футболу 2002
Сторінка недоопрацьована, у зв'язку з неповною інформацією про результати матчів та формат турніру.

## Команди учасниці
На початку чемпіонату свою участь підтвердили дев'ять колективів, але через ряд причин, до кінця залишилось усього шість клубів.
Вперше участь у Відкритому чемпіонату України прийняла команда з Республіки Молдова — Кишеневські Варвари (приєдналися до Західної конференції), а також Луганські Барси.
Скіфи Донецьк за регламентом підключались до чемпіонської гонки з другого етапу:
Східна конференція
1. Київські Словяни
2. Київські Бомбардири
3. Донецькі Орли
4. Донецькі Тигри
5. Луганські Барси

Західна конференція
1. Ужгородські Лісоруби
2. Вінницькі Вовки
3. Варвари (Кишинів, Молдова)
4. Тернопольські Вепри

## Календар змагань
Формат чемпіонату на 2002 рік був наступним:
- Команди поділені за географічним принципом на дві конференції — Західну та Східну
- Переможці конференцій грали півфінал.
- Скіфи Донецьк грали у фіналі з переможцем півфіналу

На даний час відомі тільки наступні результати цього чемпіонату:
Регулярний чемпіонат.
Східна конференція 
- 30.06.2002 Київські Словяни — «Тигри» Донецьк 36:0
- 22.06.2002 «Барси» Луганськ — Київські Словяни 0:36
- 08.06.2002 Київські Словяни — «Барси» Луганськ 86:0
- 12.05.2002 «Тигри» Донецьк — Київські Словяни 0:27

Західна конференція 
- 27.04.02 Варвари Лісоруби 12: 14
- 11.05.02 Варвари Вовки 58: 07
- 02.06.02 Лесоруби Варвари 06 : 09

## Зведена турнірна таблиця

### Західна конференція
| Команда          | КС        | ДТ        | ЛБ        | В | П |
| ---------------- | --------- | --------- | --------- | - | - |
| Київські Словяни | ---       | 36:0 27:0 | 36:0 86:0 | 4 | 0 |
| Донецькі Тигри   | 0:36 0:27 | ---       |           | 0 | 2 |
| Луганські Барси  | 0:36 0:86 |           | ---       | 0 | 2 |

### Східна конференція
| Команда              | КВ        | УЛ        | ВВ   | В | П |
| -------------------- | --------- | --------- | ---- | - | - |
| Кишеневські Варвари  | ---       | 12:14 9:6 | 58:7 | 2 | 1 |
| Ужгородські Лісоруби | 14:12 6:9 | ---       |      | 1 | 0 |
| Вінницькі Вовки      | 7:58      |           | ---  | 0 | 1 |

## Плей-офф
Півфінали
- 06.07.2002 «Варвари» Кишинів — Київські Словяни 6:30
- 07.07.02 Скіфи-ДонНТУ Донецьк — Ужгородські Лісоруби 20 : 00 (т)

За 3-е місце 
- 13.07.02 «Варвари» Кишинів — Ужгородські Лісоруби 20 : 00 (т)

Суперфінал 
- 27.09.2002 Київські Словяни — «Скіфи-ДонНТУ» Донецьк 0:20